# Аверченко, Владимир Александрович
Влади́мир Алекса́ндрович Аве́рченко (род. 23 июля 1950, Белая Калитва, Ростовская область) — российский государственный и политический деятель. Внучатый племянник писателя, сатирика, театрального критика Аркадия Аверченко.

## Биография
Родился в многодетной шахтёрской семье. Окончил Белокалитвинский техникум по специальности «техник-электрик», Новочеркасский политехнический институт по специальности «инженер-строитель», кандидат экономических наук.
- 1965 — 1969 — Белокалитвинский политехнический техникум (учёба);
- 1969 — 1971 — Служба в РВСН СССР - зам.командира взвода, зам.секретаря комсомола части (Краснознамённый Киевский военный округ);
- 1971 — 1975 — Рабочий, инженер, заместитель начальника управления «Алюминстрой»;
- 1975 — 1980 — Белокалитвинский горком КПСС;
- 1980 — 1989 — Руководитель строительных организаций «Алюминстрой», «Промстрой» и др. (Строительство крупных промышленных комплексов металлургии, машиностроения, химии, промстройматериалов, энергетики, жилья, объектов социальной сферы и др.); Неоднократно избирался депутатом Белокалитвинского и Новочеркасского городских Советов народных депутатов;
- 1989 — 1998 — Заместитель председателя горисполкома, первый заместитель главы администрации, первый заместитель мэра Новочеркасска Ростовской области. Разработал и на практике внедрил систему реформы ЖКХ, сочетающую рыночные механизмы в ЖКХ с социальной защитой незащищенных слоев населения, работал над совершенствованием управления городскими структурами (наладил и организовал синхронизированную работу коммунальных служб, создал первые ТСЖ в России), публиковал статьи, книги, внедрял свои идеи в практику, активно продвигал свои наработки в прессе и на общероссийский уровень, входил в рабочую группу Правительства РФ по реформированию жилищно-коммунального хозяйства. В мае 1997г. выступал с основным докладом на заседании Правительства РФ  под председательством Б.Н. Ельцина и В.С Черномырдина "О реформе ЖКХ РФ".
- 1998 — 1999 — Заместитель губернатора Ростовской области — министр экономики, международных и внешнеэкономических связей правительства Ростовской области (Разработал экономическую программу развития Ростовской области до 2010 года; Достиг договоренности с Европейским банком реконструкции и развития по льготному кредитованию для производств на территории Ростовской области).
- 1998 — 1999 — Возглавлял экономический Совет Ассоциации «Северный Кавказ» (11 субъектов РФ).
- 1999 — 2003 — Депутат Государственной Думы ФС РФ третьего созыва (142-й Белокалитвинский одномандатный избирательный округ) — член депутатской группы «Народный депутат».
- 2000 — 2003 — Заместитель председателя Государственной Думы ФС РФ (Курировал комитеты: по аграрным вопросам; по вопросам местного самоуправления; по природным ресурсам и природопользованию; по регламенту и организации работы Государственной Думы);
- 2000 — Доверенное лицо кандидата в Президенты РФ В.В.Путина;
- 2000 — 2003 — Руководитель делегации Федерального Собрания РФ в Парламентской ассамблее Черноморского экономического сотрудничества (ПАЧЭС);.
- 2001 — 2003  — Член Президиума Российского Союза Промышленников и Предпринимателей РСПП.
- июнь 2003 — Избран на сессии ПАЧЭС вице-председателем ПАЧЭС, сроком на 2 года;
- 2000 — 2003 — Координировал межпарламентские связи Государственной Думы РФ с парламентами стран Центральной и Южной Америки;
- 2000 — 2003 — Председатель межфракционной депутатской группы «Юг России» в Государственной Думе РФ;
- 2001 — 2003 — Председатель экспертного Совета Государственной Думы РФ по Макроэкономическим проблемам;
- с 2003 — Депутат Государственной Думы ФС РФ четвёртого созыва (142-й Белокалитвинский одномандатный избирательный округ) — Заместитель председателя комитета по бюджету и налогам, фракция «Единая Россия», сложил полномочия досрочно в связи с назначением руководителем Федерального Агентства РФ ( Росстрой  России);
- 2004 — 2005 — Руководитель Федерального Агентства по строительству и жилищно-коммунальному хозяйству Правительства РФ (Росстрой России); Принят первый Жилищный Кодекс (ЖК РФ) в современной России. (Предыдущий ЖК действовал с 1984 года).
- 2004 — По поручению Правительства РФ организовал проектирование и строительство Комплекса защитных сооружений г. Санкт-Петербурга;
- 2004 — 2005 — Заместитель руководителя рабочей группы при Администрации Президента РФ и один из инициаторов подготовки Национального проекта «Доступное и комфортное жилье — гражданам России» 19.04.2005г. докладывал Президенту РФ В.В. Путину на Президиуме Госсовета о результатах разработанного рабочей группой Национального проекта, Проект получил поддержку Президиума и лично Президента РФ. Инициировал разработку и принятие Правительством программы переселения из ветхого и аварийного жилья, создал центр по обеспечению жильём военнослужащих уволенных в запас и организовал его эффективное функционирование;
- 2004 — 2006 — Председатель Совета директоров АО «Мосметрострой»;
- 2005 — 2006 — Заместитель Министра Регионального развития Российской Федерации, курировал строительство, ЖКХ, разработку, финансирование  и реализацию региональных проектов и программ;
- 2006 - опубликовал книгу "Принципы жилищного кредитования", получившее высокую официальную оценку руководства Правительства РФ( 1-й зам Председателя Правительства Д.А.Медведев написал отзыв к книге) и заложившее теоретические основы начала  в России  практической организации системы ипотечного кредитования жилья и формирования эффективной деятельности ипотечного агентства жилищного кредитования - с 2015г. ДОМ РФ.
- с 2006 — Председатель Совета Академии Современного Строительства, профессор кафедры «Финансовая стратегия» Московской школы экономики МГУ им. М.Ломоносова;
- 2006 — 2013 — Председатель Совета директоров Инвестиционной Группы Компаний «Бизнес Центр»;
- 2013 — 2017 — Ректор Института Проблем Саморегулирования;
- с 2013 — Член научно-экспертных советов при Совете Федерации РФ;
- 2014 — 2020— Советник Заместителя Мэра Москвы в Правительстве Москвы по вопросам градостроительной политики и строительства Хуснуллина Марата Шакирзяновича;
- 2014 — 2019— Член Общественного Совета Минстроя РФ;
- с 2015 — Член Совета по саморегулированию и комитета по строительству Торгово-промышленной палаты РФ;
- 2020 —  Председатель Совета директоров Национальной Концессионной Компании (НКК);
- 2021 —  Директор по взаимодействию с органами власти и общественными организациями МСК "БЛ ГРУПП"
- с 2023 - Член президиума Всероссийского общества инженеров строительства (РОИС) - RUSSIAN SOCIETY OF CTVIL ENGINEERS (RSCE).
- с 2024 - Генеральный директор по управлению корпоративными проектами МСК "БЛ ГРУПП".

## Публикации
- «Опыт работы в г. Новочеркасске по подготовке жилищно-коммунального хозяйства к рыночным условиям и приватизации» (1992)
- «Прогресс и экологические проблемы» (1996)
- «Деловые зори Новочеркасска т.1-й» (1996)
- «Деловые зори Новочеркасска т.2-й» (1996)
- «Развитие финансовой инфраструктуры в среднем городе России»(1996)
- «Инвестиционные процессы в регионе: мотивы, стимулы и риск» (1996)
- «Специфика российского экономического регионализма» (1996)
- «Кондоминиумы — вовлечение населения в процесс управления жилищным фондом на примере г. Новочеркасска» (1994—1997)
- «Жилищные субсидии в контексте реформы в г. Новочеркасске Ростовской области» (1994—1997)
- «Инвестиционный климат в России» (1997)
- «Поведение инвесторов региональной экономики» (1998)
- «Стратегия региональной экономики» (1999)
- «Концепция экономической политики Ростовской области» (1999)
- «Иностранные инвестиции — региональный аспект» (1999)
- «Состояние и развитие малого предпринимательства в Ростовской области в 1998 году» (1999)
- «Безопасность России. Правовые, социально-экономические и научно-технические аспекты. Продовольственная безопасность» (2000)
- «Совершенствование системы безналичного денежного обращения в России» (2002)
- «Исторический аспект взаимоотношения бизнеса и государства, возможности и ограничения в процессе трансформации бизнеса в субъект политики» (2003)
- «Единый универсальный чек — новое платежное средство для национальных и международных расчетов» (2003)
- «Жилищное строительство — старая песня о главном» (2005)
- «Перспективы формирования и развития рынка доступного жилья в России» (2005)
- «Принципы жилищного кредитования» (2006)
- «Реанимация ЖКХ России. („От А до Я: Где находится наше коммунальное хозяйство“).» (2011)
- «Современный город: состояние систем жизнеобеспечения. Проблемы и возможности.» (2011)

## Звания и награды
- заслуженный строитель Российской Федерации
- почетный строитель России
- почетный военный строитель России
- почетный транспортный строитель России
- почетный работник жилищно-коммунального хозяйства Российской Федерации
- медаль «Ветеран труда»
- орден Русской православной церкви Святого Даниила Московского
- Почетный гражданин города Белая Калитва Ростовской области
- Медаль «В память 1000-летия Казани»
- За заслуги в транспортном строительстве I степени
- многие др. награды
- Почетный гражданин Ла-Паса (Боливия)

## Семья
Супруга - Аверченко (Рыжкова) Надежда Константиновна.
Дети - Альбина, Дмитрий, Алексей.